# Liudmyla Luzan
Liudmyla Luzan (em ucraniano:  Людмила Володимирівна Лузан; Ivano Frankivsk, 27 de março de 1997) é uma canoísta ucraniana, medalhista olímpica.

## Carreira
Luzan conquistou a medalha de prata nos Jogos Olímpicos de Verão de 2020 em Tóquio na prova de C-2 500 m feminino, ao lado de Anastasiia Chetverikova, com o tempo de 1:57.499 minuto. Na mesma edição, conseguiu o bronze no C-1 200 m feminino com a marca de 47.034 segundos.  Nos Jogos Olímpicos de Verão de 2024, em Paris, Luzan e Anastasiia Rybachok conquistaram a medalha de prata na competição do C-2 500 m feminino.